# Европско првенство 6 нација у рагбију 15 2025.
Европско првенство 6 нација у рагбију 15 2025. (службени назив: 2025 Six Nations Championship) било је 131. издање овог овог такмичења.
Рагбисти Француске су освојили титулу првака Европе.

## Резултати
Прво коло
- Француска - Велс 43-0
- Шкотска - Италија 31-19
- Ирска - Енглеска 27-22

Друго коло
- Италија - Велс 22-15
- Енглеска - Француска 26-25
- Шкотска - Ирска 18-32

Треће коло
- Велс - Ирска 18-27
- Енглеска - Шкотска 16-15
- Италија - Француска 24-73

Четврто коло
- Ирска - Француска 27-42
- Шкотска - Велс 35-29
- Енглеска - Италија 47-24

Пето коло
- Италија - Ирска 17-22
- Велс - Енглеска 14-68
- Француска - Шкотска 35-16

## Табела
|   | Селекција | ИГ | Д | Н | И | ПД  | ПП  | ПР   | ББ | Б  |  |
| - | --------- | -- | - | - | - | --- | --- | ---- | -- | -- |  |
| 1 | Француска | 5  | 4 | 0 | 1 | 218 | 93  | +125 | 5  | 21 |  |
| 2 | Енглеска  | 5  | 4 | 0 | 1 | 179 | 105 | +74  | 4  | 20 |  |
| 3 | Ирска     | 5  | 4 | 0 | 1 | 135 | 117 | +18  | 3  | 19 |  |
| 4 | Шкотска   | 5  | 2 | 0 | 3 | 115 | 131 | -16  | 3  | 11 |  |
| 5 | Италија   | 5  | 1 | 0 | 4 | 106 | 188 | -82  | 1  | 5  |  |
| 6 | Велс      | 5  | 0 | 0 | 5 | 76  | 195 | -119 | 3  | 3  |  |

| Првак Европе у рагбију 15 2025. |
| ------------------------------- |
| Француска 19. евро титула       |

## Статистика рагбиста и награде
Највише поена
- Томас Рамос 71 поен, Француска

Највише есеја
- Луји Били Бериј 8 есеја, Француска

Црвени картони
- Ромејн Нтамак, Француска
- Гери Рингроуз, Ирска
- Ђијакомо Никотера, Италија
- Винсен Рос, Италија

Најбољи рагбиста турнира
- Луји Били Бериј, Француска

Најбољи есеј
- Луји Били Бериј против Ирске

Дрим тим 2025
Скрам
- Ендру Портер, Ирска
- Ден Шијан, Ирска
- Вил Стјуарт, Енглеска
- Маро Итоџе, Енглеска
- Михајел Гиљард, Француска
- Том Кари, Енглеска
- Џек Морган, Велс
- Грегори Алдрит, Француска

Линија
- Антоан Дупон, Француска
- Фин Смит, Енглеска
- Луји Били Бериј, Француска
- Томасо Менонсело, Италија
- Хју Џонс, Шкотска
- Томи Фримен, Енглеска
- Блер Кингхорн, Шкотска

## Видео снимци
Преглед утакмице Ирска - Енглеска
https://www.youtube.com/watch?v=DGc6Fe7-zp0
Преглед утакмице Италија - Француска
https://www.youtube.com/watch?v=sXmd1hLJB2U

## Извори и референце
1. ↑  https://www.bbc.com/sport/rugby-union/68522637
2. ↑  https://www.bbc.com/sport/rugby-union/articles/c5yr6481m4po
3. ↑  https://www.sixnationsrugby.com/en/m6n/news/-louis-bielle-biarrey-named-2025-guinness-player-of-the-championship
4. ↑  https://www.sixnationsrugby.com/en/m6n/news/2025-mens-six-nations-try-of-the-championship
5. ↑  https://www.sixnationsrugby.com/en/m6n/news/the-2025-guinness-mens-six-nations-team-of-the-championship